# Drusus trifidus
Drusus trifidus là một loài Trichoptera trong họ Limnephilidae. Chúng phân bố ở miền Cổ bắc.